# Джячінто Шелсі
Джячінто Шелсі (італ. Giacinto Scelsi, 8 січня 1905, Ла-Спеція — 9 вересня 1988, Рим) — італійський композитор, відомий своєю схильністю до зосередження на одній ноті, її тембрових і мікротонових ґрадаціях; апелюванням до східних і давніх культур (Єгипет, Давня Греція, Санскрит, Майя тощо); у деяких його творах використання однієї ноти є тим принципом, на якому будується ціла композиція.

## Біографія
Народився у Ла-Спеція у давній аристократичній родині південної Італії. Завжди категорично відмовлявся відкривати деталі своєї біографії чи особистості, і не дозволяв себе фотографувати.
З ранніх років проявив неабияке музичне обдарування, вільно імпровізуючи на фортепіано. Вивчав композицію у Римі під керівництвом Джячінто Саллустіо, зберігаючи незалежність від сучасного йому музичного середовища. У міжвоєнний період і до кінця 50-х років здійснив багато подорожей до Африки та на Схід; також довго проживав за кордоном, в основному у Франції та Швейцарії. У Женеві брав уроки в учня Скрябіна Е. Кехлера, який посвятив його у композиційну систему Скрябіна. У 1935—1936 вивчав додекафонію в учня Шенберга Вальтера Кляйна у Відні, ставши першим італійським композитором, який писав додекафонну музику (раніше за Даллапікколу). Але серійна техніка, у якій він вбачав безвихідь, його не задовільняла, і він від неї відійшов (за багато років до великої хвилі повоєнного серіалізму) .
У 40-ві роки Шелсі пережив глибоку особистісну і духовну кризу, яка вимагала тривалого лікування у клініці. Саме там він винайшов свою власну терапію: він годинами просиджував за фортепіано, граючи один і той самий звук, вслухаючись і занурюючись в нього. Це його врятувало і у 1952 вийшовши з клініки він знову взявся за композицію, але тепер вже користуючись зовсім новою музичною мовою, яка дозволила створити близько сотні творів протягом тридцяти років.
Повернувшись до Риму у 1951—1952 роках він вів усамітнене життя, віддаючись аскетичним пошукам в галузі звуку. Одночасно входить у групу римську групу Nuova Consonanza, яка об'єднувала композиторів авангардистів, таких як Франко Еванджелісті. Quattro Pezzi su una nota sola (1959) для камерного оркестру завершує десятиріччя інтенсивних експериментів зі звуком.
Наступні 25 років творчої діяльності, незважаючи на те, що його музика рідко виконувалась, творчість Шелсі зацікавила молодих композиторів спектралістів, таких як Трістан Мюрай, Жерар Грізе, Мішель Левінас.
Шелсі помер у Римі 9 серпня 1988 року.
|  | Звук є сферичний, круглий. Завжди чутно його довжину й висоту. Але загалом він цим не є. Все, що є кругле, має також середину... |